# Ordre de bataille unioniste de la bataille d'Atlanta
L'ordre de bataille unioniste de la bataille d'Atlanta présente les unités et commandants de l'armée de l'Union qui ont combattu lors la bataille d'Atlanta (22 juillet 1864), de la guerre de Sécession. L'ordre de bataille confédéré est répertorié séparément.

## Abréviations utilisées

### Grade militaire
- Major général
- Brigadier général
- Colonel
- Lieutenant colonel
- Commandant
- Capitaine
- Premier lieutenant

### Autre
- (b) = blessé
- mb = mortellement blessé
- † = tué
- (PDG) = capturé

## Major généralWilliam T. Sherman

### Major généralJohn A. Logan

#### Brigadier généralMorgan L. Smith
| Division                                                                                     | Brigade                                                                    | Régiments et autres |
| -------------------------------------------------------------------------------------------- | -------------------------------------------------------------------------- | --- |
| Première division Brigadier général Charles R. Woods                                         | Première brigade Colonel Milo Smith                                        | - 26th Iowa - 30th Iowa - 76th Ohio                                                                                              |
| Première division Brigadier général Charles R. Woods                                         | Deuxième brigade Colonel James A. Williamson                               | - 4th Iowa - 9th Ohio - 25th Iowa - 31st Iowa                                                                                    |
| Première division Brigadier général Charles R. Woods                                         | troisième brigade Colonel Hugo A. von Wangelin (b)                         | - 3rd Missouri - 12th Missouri - 17th Missouri - 31st Missouri - 32nd Missouri                                                   |
| Première division Brigadier général Charles R. Woods                                         | Artillerie Commandant Clemens Landgrauber                                  | - Batterie F, 2nd Missouri Light Artillery - 4th Battery, Ohio Light Artillery                                                   |
| Deuxième division Brigadier général Morgan L. Smith Brigadier général Joseph A. J. Lightburn | Première brigade Colonel James S. Martin                                   | - 55th Illinois - 111th Illinois - 116th Illinois - 6th Missouri - 8th Missouri                                                  |
| Deuxième division Brigadier général Morgan L. Smith Brigadier général Joseph A. J. Lightburn | Deuxième brigade Brigadier général Joseph Lightburn Colonel Wells S. Jones | - 83rd Indiana - 30th Ohio - 37th Ohio - 47th Ohio - 53rd Ohio - 54th Ohio                                                       |
| Deuxième division Brigadier général Morgan L. Smith Brigadier général Joseph A. J. Lightburn | Artillerie Capitaine Francis DeGress                                       | - Batterie A, 1st Illinois Light Artillery - Batterie B, 1st Illinois Light Artillery - Batterie H, 1st Illinois Light Artillery |
| Quatrième division Brigadier général William Harrow                                          | Première brigade Colonel Reuben Williams                                   | - 26th Illinois - 90th Illinois - 100th Illinois - 12th Indiana                                                                  |
| Quatrième division Brigadier général William Harrow                                          | Deuxième brigade Colonel Charles C. Walcutt                                | - 40th Illinois - 103rd Illinois - 97th Indiana - 6th Iowa - 46th Ohio                                                           |
| Quatrième division Brigadier général William Harrow                                          | Troisième brigade Colonel John M. Oliver                                   | - 48th Illinois - 99th Indiana - 15th Michigan - 70th Ohio                                                                       |
| Quatrième division Brigadier général William Harrow                                          | Artillerie Capitaine Henry H. Griffiths                                    | - Batterie F, 1st Illinois Light Artillery - 1st Battery, Iowa Light Artillery                                                   |

#### Major généralGrenville M. Dodge
| Division                                             | Brigade                                                                              | Régiments et autres                                                               |
| ---------------------------------------------------- | ------------------------------------------------------------------------------------ | --------------------------------------------------------------------------------- |
| Deuxième division Brigadier général Thomas W. Sweeny | Première brigade Brigadier général Elliott W. Rice                                   | - 52nd Illinois - 66th Indiana - 2nd Iowa - 7th Iowa                              |
| Deuxième division Brigadier général Thomas W. Sweeny | Deuxième brigade Colonel August Mersy (b) Lieutenant colonel Robert N. Adams         | - 9th Illinois (monté) - 12th Illinois - 66th Illinois - 81st Ohio                |
| Deuxième division Brigadier général Thomas W. Sweeny | Troisième brigade Brigadier général William Vandever (en service de garnison à Rome) | - 7th Illinois - 50th Illinois - 57th Illinois - 39th Iowa                        |
| Deuxième division Brigadier général Thomas W. Sweeny | Artillerie Capitaine Frederick Welker                                                | - Batterie H, 1st Missouri Light Artillery                                        |
| Quatrième division Brigadier général John W. Fuller  | Première brigade Colonel John Morrill                                                | - 64th Illinois - 18th Missouri - 27th Ohio - 39th Ohio                           |
| Quatrième division Brigadier général John W. Fuller  | Deuxième brigade Colonel John W. Sprague (engagée à Decatur)                         | - 35th New Jersey - 43rd Ohio - 63rd Ohio - 25th Wisconsin                        |
| Quatrième division Brigadier général John W. Fuller  | Artillerie Capitaine Jerome B. Burrows                                               | - Batterie C, 1st Michigan Light Artillery - Batterie F, 2nd U.S. Light Artillery |

#### Major généralFrancis P. Blair, Jr
| Division                                                 | Brigade                                                                            | Régiments et autres |
| -------------------------------------------------------- | ---------------------------------------------------------------------------------- | --- |
| Troisième division Brigadier général Mortimer D. Leggett | Première brigade Brigadier général Manning F. Force                                | - 20th Illinois - 30th Illinois - 31st Illinois - 16th Wisconsin                                                                    |
| Troisième division Brigadier général Mortimer D. Leggett | Deuxième brigade Colonel Robert K. Scott (b) Lieutenant colonel Greenbury F. Wiles | - 20th Ohio - 68th Ohio - 78th Ohio                                                                                                 |
| Troisième division Brigadier général Mortimer D. Leggett | Troisième brigade Colonel Adam G. Malloy                                           | - 17th Wisconsin - Worden's Battalion - Détachement du 14th Wisconsin - Détachement du 81st Illinois - Détachement du 95th Illinois |
| Troisième division Brigadier général Mortimer D. Leggett | Artillerie Capitaine William S. Williams                                           | - Batterie D, 1st Illinois Light Artillery - Batterie H, 1st Michigan Light Artillery - 3rd Battery, Ohio Light Artillery           |
| Quatrième division Brigadier général Giles A. Smith      | Première brigade Colonel Benjamin F. Potts                                         | - 32nd Illinois - 23rd Indiana - 53rd Indiana - 3rd Iowa                                                                            |
| Quatrième division Brigadier général Giles A. Smith      | Deuxième brigade Colonel John Logan (en service de garnison au nord de la Géorgie) | - 14th Illinois - 15th Illinois - 41st Illinois                                                                                     |
| Quatrième division Brigadier général Giles A. Smith      | Troisième brigade Colonel William Hall                                             | - 11th Iowa - 13th Iowa - 15th Iowa - 16th Iowa                                                                                     |
| Quatrième division Brigadier général Giles A. Smith      | Artillerie Capitaine Edward Spear                                                  | - Batterie F, 2nd Illinois Light Artillery - 1st Battery, Minnesota Light Artillery - 15th Battery, Ohio Light Artillery            |